# Prix du jury de la Berlinale
Le prix du jury de la Berlinale (Silberner Bär – Preis der Jury) est l'une des récompenses de la catégorie des Ours d'argent, remises par le jury de la compétition internationale lors du Berlinale (festival international du film de Berlin).

## Historique
Le prix du jury de la Berlinale est créé en 2021 pour remplacer le prix Alfred-Bauer.

## Palmarès
| Année | Film                      | Titre original                 | Réalisateur   | Pays              |
| ----- | ------------------------- | ------------------------------ | ------------- | ----------------- |
| 2021  | Mr Bachmann and His Class | Herr Bachmann und seine Klasse | Maria Speth   | Allemagne         |
| 2022  | Robe of Gems              | Manto de Gemas                 | Natalia López | Mexique           |
| 2023  | Mal Viver                 | Mal Viver                      | João Canijo   | Portugal          |
| 2024  | L'Empire                  | -                              | Bruno Dumont  | France / Belgique |